# Петровский, Андрей Павлович
Андрей Павлович Петровский (1869 — 25 февраля 1933) — российский советский драматический актёр, театральный режиссёр, театральный педагог. Заслуженный деятель искусств РСФСР (1926).

## Биография
Актёрскую деятельность начал в провинции в 90-х гг. XIX века, затем работал в Москве и Петербурге. В течение нескольких периодов своей жизни — в московском театре Корша (1894—1997, 1900—1904, 1917—1926). В 1904—1915 гг. — в Александринском театре, в 1926—1929 — в Замоскворецком театре.
Был режиссёром Большого театра, а также театров Харькова, Киева, Одессы, Тбилиси, Ростова-на-Дону.

## Актёрская работа
Роли:
- Кузовкин («Нахлебник» Тургенева)
- Крутицкий («Не было ни гроша, да вдруг алтын» Островского)
- Буфетчик («Плоды просвещения»)
- Телегин («Дядя Ваня» Чехова)
- Епиходов («Вишнёвый сад» А. П. Чехова)
- Юсов («Доходное место», Театр Корша, 1902)
- Бобчинский («Ревизор», Александринский театр, 1908[1])
- Живновский («Смерть Пазухина» Салтыкова-Щедрина)
- Щеткин («Дети Ванюшина» Найдёнова)
- Автоном («Холопы» Гнедича)
- Следователь («Живой труп» Толстого)

и др.

Театральная энциклопедия: 
П. — выдающийся мастер эпизодич. Ролей. … Игра П. отличалась точным отбором характерных деталей и их тщательной разработкой, неистощимой выдумкой, яркой интонационной и пластич. выразительностью. 

### Фильмография
- 1927 — Человек из ресторана. По одноимённой повести Ивана Шмелёва. Производство: МЕЖРАБПОМ-РУСЬ
- 1928 — Белый орёл. По рассказу Л.Андреева «Губернатор». Производство: Межрабпомфильм.
- 1928 — Ванька и «Мститель». Детский приключенческий фильм.
- 1929 — Матрос Иван Галай. Фильм не сохранился.
- 1929 — Чины и люди. Производство: Межрабпомфильм. По рассказам А. П. Чехова «Анна на шее», «Смерть чиновника», «Хамелеон». Сборник из трёх короткометражных киноновелл[3][4].

## Режиссёрская работа
Среди режиссёрских постановок: «На всякого мудреца довольно простоты» (1909); «Уриэль Акоста» Гуцкова (1910), «Слесарь и канцлер» А. В. Луначарского (1921, совместно с А. А. Саниным, бывший театр Корша — Московский драматический театр), «Тартюф» (1922, в б. Театре Корша и Студии Малого театра), сделал несколько оперных постановок в оперном театре Зимина и др.
В советское время работал в музыкальных театрах: в Большом театре поставил оперы  — «Декабристы» Золотарева (1925), «Тупейный художник» Шишова (1929); «Евгений Онегин» П. И. Чайковского (1921), «Тоска» Д. Пуччини, «Сорочинская ярмарка» Римского-Корсакова и др.
В 1927 поставил спектакль «Любовь Яровая» Тренёва на арене Московского цирка.

## Педагогическая деятельность
Работал театральным педагогом с 1896 в провинции; на курсах Рапгофа; в 1908—1911 преподавал в основанной им совместно с А. А. Саниным Школе сценического искусства в Петербурге; преподавал в ЦЕТЕТИСе (позднее — ГИТИСе, ныне РАТИ) в Москве — декан, профессор. Сайт Актёрского факультета особо отмечает заслуги Петровского: 
В послереволюционные годы шло непрерывное изменение статуса института, но драматическое отделение оставалось одним из фундаментальных подразделений института, которым руководили, среди других, люди, сыгравшие особую роль в становлении будущего факультета. Это прежде всего А. П. Петровский — известный театральный педагог, актёр и режиссёр (работал на драматическом отделении в 1921—1925 гг.).
Среди учеников: Е. М. Шатрова, Г. П. Менглет, Н. В. Литвинов, Е. А. Полевицкая, М. А. Ладынина, Н. Н. Рыкунин, П. М. Аржанов, И. А. Любезнов, М. Г. Волина, Н. О. Фрейман, Ю. Н. Юрьин и другие известные актёры.